# Serge Laïrle
Pas d'image ? Cliquez ici

a Compétitions nationales et continentales officielles uniquement.

Serge Laïrle, né le 3 décembre 1956 à Toulouse, est un joueur puis entraîneur français de rugby à XV jouant aux postes de pilier et talonneur.
Joueur du Stade toulousain, club avec lequel il remporte trois titres de Champion de France en 1985, 1986 et 1989, il devient par la suite entraîneur de celui-ci, en association avec Guy Novès, remportant la première Coupe d'Europe et quatre titres de Champion de France. Revenu à Toulouse après un passage au CA Brive, il remporte deux autres trophées européens.

## Biographie

### Repère biographique
Ses deux fils jouent au rugby chez les jeunes de L'isle-Jourdain et du Stade toulousain, jusqu'en espoir. Première ligne comme son père, Julien s'est reconverti comme analyste vidéo et a officié à Colomiers et au Stade toulousain avant de rejoindre le CA Périgueux en 2011 et d'y entraîner à l'école de rugby et notamment les Crabos. Il devient ensuite entraîneur au Soyaux Angoulême XV puis à l'Union Bordeaux Bègles.

### Carrière de joueur

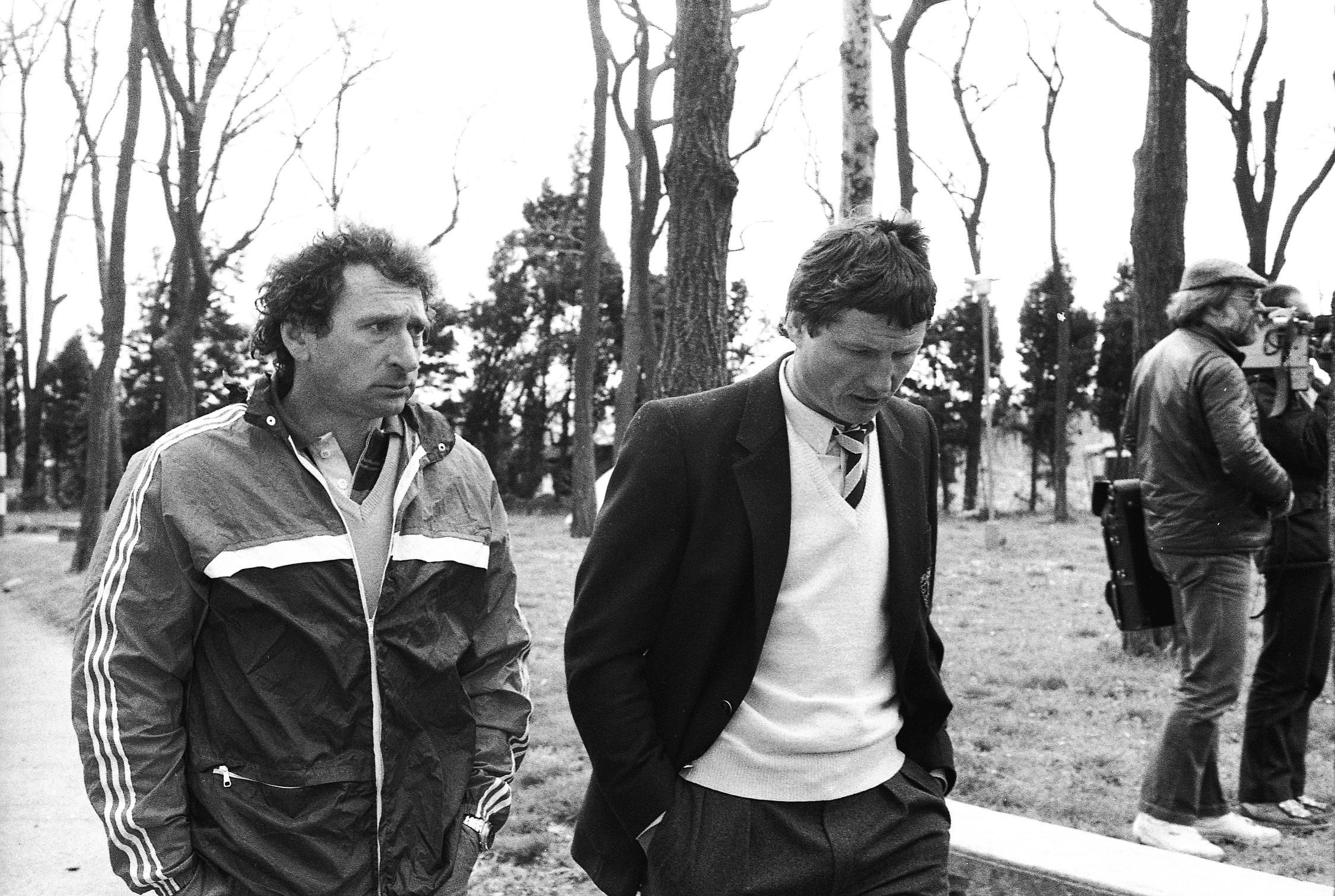
Pierre Villepreux et Jean-Claude Skrela, entraîneurs de Serge Laïrle de 1983 à 1989.

Formé au FC Auch et à L'isle-Jourdain, Serge Laïrle rejoint le Stade toulousain en 1975. Il est dans un premier temps un joueur de première ligne très mobile, tantôt pilier, tantôt talonneur, de 1975 à 1990 au club, devenant champion de France en 1985, 1986 et 1989 et vainqueur du Challenge Yves du Manoir en 1988, compétition dont il est également finaliste en 1984. Il est également finaliste de la Coupe de France en 1985.
Durant la finale de 1980 perdue 10 à 6 face à Béziers, il est titularisé au poste de pilier droit. Puis, il joue talonneur lors de la finale de championnat remporté 16 à 6 contre Agen en 1986.
Durant la saison 1988-1989, Serge Laïrle dispute la dernière finale de sa carrière. Le Stade toulousain se qualifie pour sa troisième finale de championnat en cinq ans et affronte le RC Toulon. Pour cette rencontre au Parc des Princes, Laïrle est titularisé en première ligne, au poste de pilier gauche, accompagné par Patrick Soula et Claude Portolan. Il marque un essai dès la première minute de jeu et les Toulousains l'emportent 18 à 12. Il remporte ainsi son troisième bouclier de Brennus de sa carrière,.

### Carrière d'entraîneur
De 1993 à 1998, il est entraîneur du Stade toulousain, en association avec Guy Novès. Durant cette période, le club remporte la première coupe d’Europe de l'histoire en 1996, le championnat en 1994, 1995, 1996 et 1997 et le Challenge Yves du Manoir en 1993 et 1995.
Après un passage au CA Brive de 1999 à 2001, où il occupe le poste de co-entraîneur, il retrouve le Stade toulousain en 2002, occupant le poste d'entraîneur des avants du club. Non prolongé, il quitte son poste le 30 juin 2007, remplacé par Yannick Bru.
En juin 2009, il est nommé sélectionneur de l'équipe de Roumanie pour une année et a pour objectif de la qualifier le pays pour la Coupe du monde 2011.
En 2010-2011 et 2011-2012, il est entraîneur des avants de l'équipe du Pays d'Aix RC avec Gilbert Doucet comme manager, mais il est remplacé en 2012 par Didier Nourault.
Il est ensuite employé comme consultant spécialiste de la mêlée auprès des clubs de Saint-Nazaire, Bobigny et L'Isle-Jourdain où il réside. En novembre 2014, il est engagé comme consultant par le président du Soyaux Angoulême XV Charente, dont l'un des co-entraîneur est Julien, son fils,.
En 2015, il est recruté par le CS Bourgoin-Jallieu pour devenir entraîneur des avants en remplacement de Pascal Peyron, parti à l'US Oyonnax. Il travaille aux côtés d'Alexandre Péclier, entraîneur des arrières. Le 31 octobre 2016, après quatre défaites consécutives en championnat, le président de Bourgoin, Pierre-André Hafner, décide se séparer de Serge Laïrle ainsi que l'entraîneur de la défense Florian Ninard.

## Carrière d'entraîneur
| Saison      | Club                | Division     | Poste              | Classement                         | Coupe d'Europe             | Challenge Européen         |
| ----------- | ------------------- | ------------ | ------------------ | ---------------------------------- | -------------------------- | -------------------------- |
| 1993 - 1994 | Stade toulousain    | 1re Division | Coentraîneur       | Champion de France                 | -                          | -                          |
| 1994 - 1995 | Stade toulousain    | 1re Division | Coentraîneur       | Champion de France                 | -                          | -                          |
| 1995 - 1996 | Stade toulousain    | 1re Division | Coentraîneur       | Champion de France                 | Champion d'Europe          | -                          |
| 1996 - 1997 | Stade toulousain    | 1re Division | Coentraîneur       | Champion de France                 | Éliminé en demi-finale     | -                          |
| 1997 - 1998 | Stade toulousain    | 1re Division | Coentraîneur       | Éliminé en demi-finale             | Éliminé en demi-finale     | -                          |
| 1999 - 2000 | CA Brive            | 1re Division | Entraîneur en chef | 5e du Groupe 1, éliminé en barrage | -                          | Éliminé en poule           |
| 2000 - 2001 | CA Brive            | 1re Division | Entraîneur en chef | 9e du Groupe 2                     | -                          | Éliminé en quart-de-finale |
| 2002 - 2003 | Stade toulousain    | Top 16       | Avants             | Défaite en finale                  | Champion d'Europe          | -                          |
| 2003 - 2004 | Stade toulousain    | Top 16       | Avants             | Éliminé en demi-finale             | Défaite en finale          | -                          |
| 2004 - 2005 | Stade toulousain    | Top 16       | Avants             | Éliminé en demi-finale             | Champion d'Europe          | -                          |
| 2005 - 2006 | Stade toulousain    | Top 14       | Avants             | Défaite en finale                  | Éliminé en quart-de-finale | -                          |
| 2006 - 2007 | Stade toulousain    | Top 14       | Avants             | Éliminé en demi-finale             | Éliminé en poule           | -                          |
| 2010 - 2011 | Pays d'Aix RC       | Pro D2       | Avants             | 11e                                | -                          | -                          |
| 2011 - 2012 | Pays d'Aix RC       | Pro D2       | Avants             | 11e                                | -                          | -                          |
| 2014 - 2015 | Soyaux Angoulême    | Fédérale 1   | Consultant         | Éliminé en quart-de-finale         | -                          | -                          |
| 2015 - 2016 | CS Bourgoin-Jallieu | Pro D2       | Consultant         | 9e                                 | -                          | -                          |

## Palmarès

### En tant que joueur
- Stade toulousain
  - Finaliste du Championnat de France en 1980
  - Vainqueur du Championnat de France en 1985, 1986 et 1989
  - Finaliste du Challenge Yves du Manoir en 1984
  - Vainqueur du Challenge Yves du Manoir en 1988
  - Vainqueur de la Coupe de France en 1984
  - Finaliste de la Coupe de France en 1985

### En tant qu'entraîneur
- Stade toulousain
  - Vainqueur du Championnat de France en 1994, 1995, 1996 et 1997
  - Vainqueur de la Coupe d'Europe en 1996, 2003 et 2005
  - Vainqueur de la Coupe de France en 1998